# Lumbrinerides uebelackerae
Lumbrinerides uebelackerae är en ringmaskart som beskrevs av Carrera-Parra 200. Lumbrinerides uebelackerae ingår i släktet Lumbrinerides och familjen Lumbrineridae.
Artens utbredningsområde är Mexikanska golfen. Inga underarter finns listade i Catalogue of Life.